# Treuga Dei
A treuga Dei, vagyis Isteni Kegyelem, Isteni Fegyvernyugvás 11. században meghirdetett elv, amely szerint a katolikus egyház bizonyos esetekben szüneteltette a háborús állapotokat, és a böjti időszakokra és az egyházi ünnepek időtartamára betiltott minden fegyveres erőszak alkalmazását. 

## Története
Az 1140-es években alakult ki Franciaországban a pax Dei, azaz Istenbéke mozgalom folytatásaként. Míg a pax Dei azt jelentette, hogy a katonai erővel rendelkező feudális urak esküt tettek arra, hogy megvédik az önvédelemre képteleneket, a treuga Dei mindenfajta fegyveres harcot tiltott az egyházi ünnepeken. 
A béke betartásáról egyrészt maga az egyház gondoskodott, kiátkozva, illetve kiközösítve a béke megszegőit, másrészt a komoly katonai erővel rendelkező királyok. (1024-ben például II. (Jámbor) Róbert francia király és II. Henrik német-római császár egyetemes békét hirdettek.) Az egyház a keresztény béke eszkatológiai fogalmából indult ki, a királyok pedig a központi kormányzást elősegítő gyakorlati szükségességnek tekintették a béke megteremtését.